# 슬레이어즈 스페셜
슬레이어즈 스페셜은 칸자카 하지메의 라이트 노벨 슬레이어즈 스페셜을 영상화한 OVA 시리즈이다. 1996년 7월 25일부터 1997년 5월 25일까지 총 3화로 방영되었다. 

## 줄거리
리나 인버스는 실험 도중 그녀의 도움을 요청한 연금술사 디올과 연락을 취한다. 